# Jim McKenny
James Claude McKenny (Ottawa, 1º dicembre 1946) è un ex hockeista su ghiaccio canadese.
Nel corso della propria carriera giocò nella National Hockey League con i Toronto Maple Leafs e i Minnesota North Stars.

## Carriera
Nel 1963 Jim McKenny andò a giocare nella Ontario Hockey Association per i Toronto Marlboros, squadra con cui vinse la Memorial Cup nel 1964. Da giovane era considerato il miglior difensore in prospettiva futura alle spalle di Bobby Orr. Fu scelto nell'Amateur Draft del 1963 dai Toronto Maple Leafs.
All'inizio della carriera ebbe difficoltà ad inserirsi nella rosa poiché schierato come attaccante e non come difensore. In parte i suoi problemi erano dovuti anche all'abuso di alcol. Alla fine degli anni 1960 giocò per alcune formazioni nelle serie professionistiche minori, fra le quali i Tulsa Oilers in (CPHL), i Rochester Americans (AHL, squadra con cui vinse una Calder Cup) e i Vancouver Canucks (WHL).
A partire dalla stagione 1969-70 Jim McKenny entrò a pieno titolo nella rosa dei Toronto Maple Leafs. Nel 1974 McKenny fu scelto per rappresentare i Maple Leafs in occasione dell'NHL All-Star Game. Verso la fine della propria carriera, nella stagione 1977-78, McKenny fece ritorno nella Central Hockey League indossando la maglia dei Dallas Black Hawks. In totale con la maglia di Toronto giocò 631 partite, totalizzando 343 punti. L'anno successivò giocò alcune partite con i Minnesota North Stars prima di ritirarsi dalla NHL. Dopo una breve parentesi in Europa McKenny fece ritorno in America per intraprendere la carriera da commentatore televisivo.

## Palmarès

### Club
- Memorial Cup: 1

Toronto Marlboros: 1964
- Calder Cup: 1

Rochester: 1967-1968
- Lester Patrick Cup: 1

Vancouver: 1968-1969

### Individuale
- NHL All-Star Game: 1

1974
- CHL All-Star Second Team: 1

1977-1978